# Mariano Manent
Mariano Manent, (Córdoba, Argentina, 9 de abril de 1904 - Avilés, 22 de octubre de 1993) fue un entrenador español de baloncesto. Nacido en Argentina, de padres españoles, con 14 años se instaló en Barcelona. Entrenó al FC Barcelona y fue árbitro.

## Pioneros del baloncesto español
Es el primer seleccionador de la historia del baloncesto español, al dirigir el primer partido disputado por la selección el 15 de abril de 1935 contra Portugal, con resultado de 33-12 para los españoles (partido que él mismo arbitró) y haber obtenido la primera medalla en una competición oficial para España, la plata del Europeo de Suiza 1935. Sus discípulos en este hito fueron los hermanos Alonso, Emilio y Pedro, (nacidos en Cuba, de padres vascos), Rafal Martín y Rafael Ruano, (de origen centroamericano), Cayetano Ortega, (de origen caribeño), los también catalanes Armando Maunier y Juan Carbonell y el aragonés afincado en Cataluña Fernando Muscat.